# Instant Star

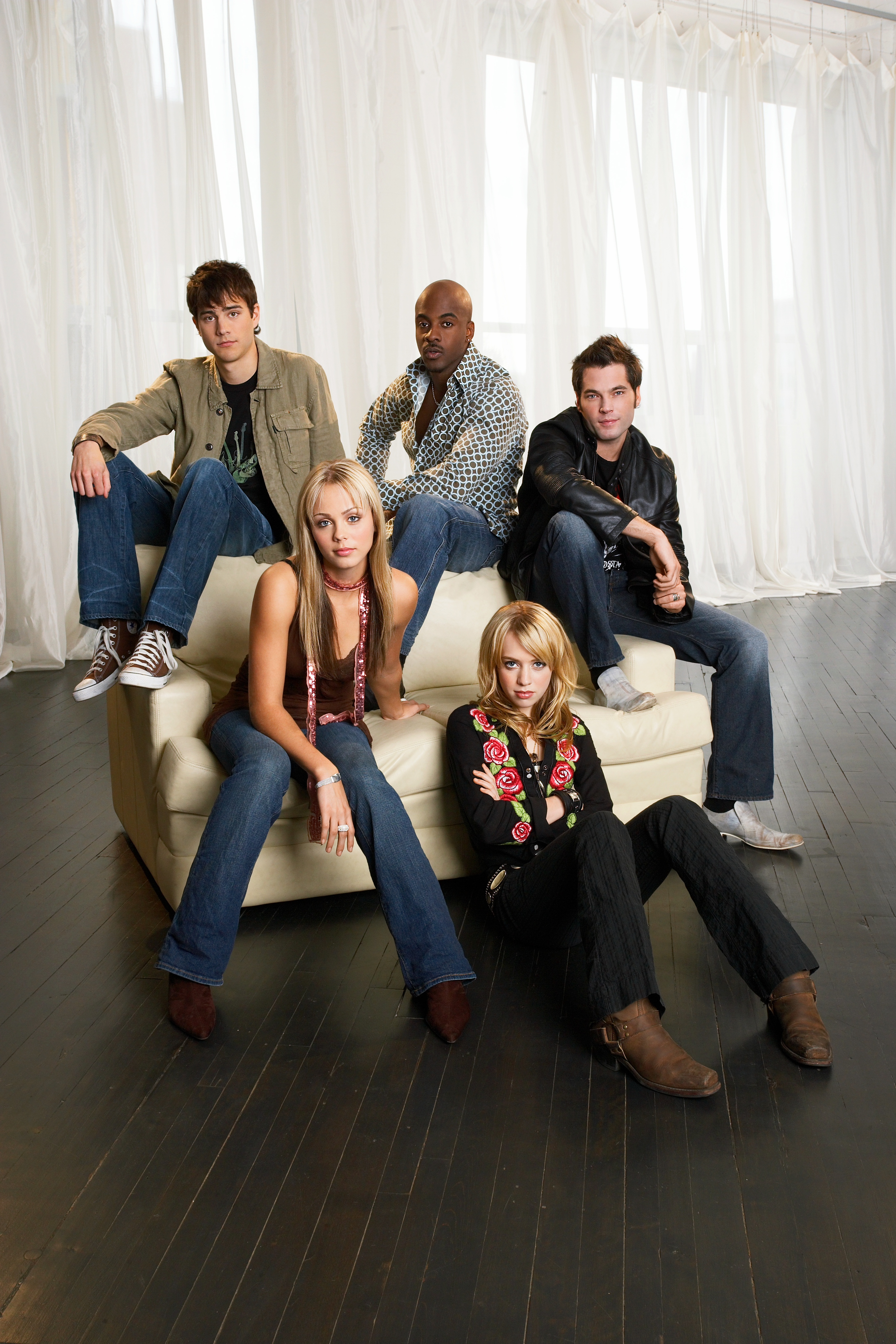
Foto do elenco de Instant Star (Créditos a Epitome Pictures)

Instant Star é uma série de televisão canadense baseada na vida de uma ganhadora de um reality-show semelhante ao American Idol. É estrelado por Alexz Johnson, que interpreta Jude Harrison, uma menina de quinze anos que acabou de ganhar o reality-show chamado "Instant Star". A série tem um repertório de músicas cantadas pelos atores da série.

## Sinopse
Tudo começa quando uma garota talentosa chamada Jude ganha um reality-show chamado "Instant Star". Esse concurso lhe dá a chance de gravar um CD e ser uma estrela do Rock de verdade. Mas isso não é tão fácil como parece: Jude enfrenta problemas e mais problemas a cada episódio da série, começando pelos seus pais que estão em dúvida se ela deve continuar com isso, sua irmã que tem inveja de ela ser o novo centro das atenções e Eden, a segunda colocada no concurso, que também inveja Jude.
No primeiro dia na gravadora Jude conhece seu novo produtor: o nome dele é Tom Quincy, ex-membro do Boys Attack, que era uma boy band antiga e, ao cantar sua primeira música, Tom odeia e a faz reescrever.

## Elenco
- Alexz Johnson - Jude Harrison
- Tim Rozon - Tom "Tommy Q" Quincy DuTois
- Kristopher Turner - Jamie Andrews
- Laura Vandervoort - Sadie Harrison
- Mark Taylor - Kwest
- Miku Graham - Portia Mills Quincy
- Tyler Kyte - Vincent Spiederman
- Simon Reynolds - Stuart Harrison
- Wes "Maestro" Williams - Darius "D" Mills

### Personagens secundários
- Christopher Gaudet - Wally Robbins
- Ian Blackwood - Kyle Bateman
- Cory Lee - |Karma (Season 3-4)
- Zoie Palmer - Patsy Sewer (Season 2-3)
- Nicholas Rose - Mason Fox (Season 2)
- Vincent Walsh - Liam Fenway (Season 2)
- Barbara Mamabolo - Katherine "Kat" Benton (Season 1-2)
- Jane Sowerby - Victoria Harrison (Season 1-2)
- Tracey Waterhouse - Georgia Bevans (Season 1)
- Andrea Lui - E.J. Li (Season 1)
- Matthew Brown - Shay Mills (Season 1)
- Katrina Matthews - Eden Taylor (Season 1)
- John Ralston - Dom

### Convidados
- Stacey Farber - Si mesmo (Personality Crisis)
- Aubrey "Drake" Graham - Si mesmo(Personality Crisis)
- Jordan Todosey - Helen (Problem Child)

## Exibição
Instant Star é exibido em mais de 120 países.
- Mexico: MTV Latin America, Televisa (Canal 4) e Boomerang
- Polônia: ZigZap
- Nova Zelândia: TV2
- Australia: Foxtel, Nickelodeon
- Alemanha: VIVA
- Brasil: Multishow, Boomerang
- Portugal: MTV Portugal